# Fernando García Tola
Fernando García Tola (Valladolid, 5 de mayo de 1941 - Madrid, 23 de julio de 2003) fue un periodista español.

## Biografía
Considerado uno de los creadores de televisión más significativos de la historia de ese medio en España, Tola se trasladó a Madrid con tan solo 19 años para emprender carrera como escritor.
Su siguiente trabajo significativo fue junto a Pilar Miró, como guionista en el programa de entrevistas Mónica de Medianoche (1973), que presentaba Mónica Randall. Por esa época estrena su primera obra de teatro Alguien debe morir esta noche (1975), protagonizada por Francisco Piquer y Charo Soriano.
Sin embargo, el éxito y el reconocimiento le llega a partir de 1977 cuando se le ocurre la idea de combinar los talantes de Mercedes Milá y la entonces presentadora estrella de Televisión española, Isabel Tenaille, en un programa de entrevistas que marcó una época en la historia de TVE, Dos por dos.
Su siguiente proyecto también contaría con el respaldo del público, un programa de variedades que llevaba impreso su estilo personal de realización, Esta noche (1981-1982), que convierte a Carmen Maura en una estrella del medio enormemente popular en el país.
En 1983 decide ponerse delante de la cámara en el que fue su proyecto más personal, Si yo fuera presidente, que se mantiene dos temporadas en pantalla, y que le valió el premio TP de Oro de 1984 al mejor presentador. Luego seguirían Querido Pirulí (1988) y Corazón (1989).
En 1988 publicó un ensayo titulado Cómo hacer absolutamente infeliz a un hombre, Cómo hacer absolutamente infeliz a una mujer, del que se llegaron a hacer casi cuarenta ediciones. 
Con la llegada de las televisiones privadas inició una aventura empresarial montando la empresa Local Cable S. A. para iniciar el cableado de adaptación en algunas ciudades españolas.
En 1992 intentó recuperarse Carmen Maura y Encantados de conocerte en Antena 3. Sin embargo, diferencias con la actriz provocaron una salida precipitada de Tola del programa, que fue retirado de parrilla pocas semanas después por sus bajos índices de audiencia.
Falleció a causa de cáncer el 23 de julio de 2003.